# Helloween
Хеловин (енгл. Helloween) је немачки пауер метал бенд. Бенд су основали Каи Хансен и Михаел Вајкат 1984. године.

## Историја
Хеловин је основан у Хамбургу 1984. Поред Каија Хансена (гитара, вокали) и Михаела Вајката (гитара), прву поставу бенда чинили су Маркус Гроскоф (бас) и Инго Швихтенберг (бубњеви). Те године бенд је био укључен на компилацију Death Metal, а коју је објавила издавачка кућа Нојс рекордс (на истој компилацији биле су присутне и песме бендова Хелхамер, Ранинг Вајлд и Дарк Авенџер). Две песме Хеловина на компилацији биле су Oernst of Life и Metal Invaders (друга песма се појавила и на дебитантском албуму бенда, у мало измењеној верзији).

#### Почеци
Бенд је 1985. објавио и-пи назван по бенду, који је садржао 5 песама. Исте године објављен је и први албум Walls of Jericho. 1986. објављен је и-пи Judas, који представља последњи материјал на коме је Каи Хансен певао.

#### Keeper of the Seven Keys период (1986—1989)
Након снимања и-пија Judas, одлучено је да се нађе нови певач. Убрзо је место певача заузео Михаел Киске, који је до тада био певач бенда III Prophecy. Нова постава бенда је желела да изда дупли албум, али издавач Нојс рекордс је желео да изда два засебна албума. 1987. бенд је објавио албум Keeper of the Seven Keys, Part I, а 1988. снимљен је Keeper of the Seven Keys, Part II. Оба албума представљају најуспешнија издања овог бенда.
Након европске турнеје Каи Хансен је напустио бенд, а на његово место дошао је Роланд Грапов.

#### Pink Bubbles Go Ape и Chameleon (1989—1993)
Године 1989, издат је лајв албум Live in the U.K. (албум је укључивао материјал са европске турнеје). Нова постава је наишла на тешкоће са Нојс рекордсом и тек 1991. издат је албум Pink Bubbles Go Ape (објављен за издавачку кућу ЕМИ). На албуму је присутан другачији звук у односу на претходне албуме, са већим нагласком на хумор. Албум је наишао на негативан пријем, како код фанова, тако и код критичара, а унутар бенда атмосфера је била наелектрисана.
Следећи албум, Chameleon, објављен је 1993. Карактерише га још експерименталнији звук него на претходном албуму. Као и његов претходник, и овај албум је наишао на негативан пријем. Тензија унутар бенда резултовала је одласком Михаела Кискеа.

#### Master of the Rings, The Time of the Oath и Better Than Raw (1994—1999)
Године 1994, бенду су се прикључили Анди Дерис (вокали) и Ули Куш (бубњеви). Следеће године за Касл комјуникејшнс објављен је „повратнички албум“ Master of the Rings. И поред тога што је Анди Дерис имао другачији глас од Михаела Кискеа, фанови су га прихватили; и сам албум је наишао на добар пријем.
Године 1995, оригинални бубњар Инго Швихтенберг извршио је самоубиство; као разлог се наводила манична депресија. 1996. објављен је The Time Of The Oath (снимљен у част Ингу), који је бенд вратио у врх европске метал музике. 1998. изашао је албум Better Than Raw, који карактерише тежи звук него на претходним албумима (може се поредити са најранијим материјалом).

#### The Dark Ride и Rabbit Don't Come Easy (2000—2004)
Године 2000, изашао је албум The Dark Ride, чији је звук био мрачнији и експерименталнији него на претходним албумима. Убрзо су Роланд Грапов и Ули Куш избачени из бенда. На њихово место дошли су Саша Герстнер (гитара) и Марк Крос (бубњеви) и нова постава је 2003. објавила Rabbit Don't Come Easy. Пошто Марк Крос није могао да заврши своје деонице, привремено га је заменио Штефан Шварцман. Иако албум није био нарочито успешан, турнеја која је уследила јесте.

#### Keeper of the Seven Keys: The Legacy и Gambling with the Devil (2005—2008)
Године 2005, на место бубњара дошао је Дани Лебле. Касније исте године за издавачку кућу СДВ објављен је албум Keeper of the Seven Keys: The Legacy, а 2008. издат је Gambling with the Devil. Оба албума су доживела добар пријем и код фанова и код критичара. 

#### Остала издања
Године 2009, објављена је компилација Unarmed - Best Of 25th Anniversary, на којој су заступљене најпознатије песме бенда у новим верзијама, а 2010. објављен је 7 Sinners.

## Дискографија

#### Албуми
- (1985)
- (1987)
- (1988)
- (1991)
- (1993)
- (1995)
- (1996)
- (1998)
- (2000)
- (2003)
- (2005)
- (2008)
- (2010)
- (2013)
- (2015)
- (2021)

#### И-пији
- Helloween (1984)
- Judas (1986)